# Urolagni
| Urolagni |
| --- |
| - Betydelse – sexuellt intresse för urin - Funktion – som dominans (se BDSM), tecken på intimitet eller lek med kroppsvätskor - Olika ord – engelskans golden shower, watersports och piss play |

Urolagni (urofili, undinism) är en parafili eller kink där urin medför sexuell stimulans. Njutningen kan åstadkommas till exempel genom att urinera offentligt, att urinera på en annan person, att inmundiga urinen (urofagi) eller att bli urinerad på. Det kan till och med räcka med tankar på någon av de ovanstående situationerna.
Urolagni kan nyttjas i dominerande syfte och är då en BDSM-relaterad praktik; detta är ofta en ingrediens i våldspornografi. I den moderna kulturen används ofta de engelska benämningarna golden shower ('gyllene dusch') eller watersports ('vattensport').

## Funktion

### Bakgrund till intresset
Urolagni handlar om sexuell stimulering av tanken, åsynen, smak eller känslan av urin. Det kan beskrivas som en sexuell fetisch men kan även av vissa uppskattas utanför ett sexuellt sammanhang (jämför barns intresse för vattenlek). På engelska är används inom vardagsspråket begrepp som watersports, piss play eller golden showers (om det handlar om urinerande på någon).
Hantering av urin och avföring är starkt tabubelagd och ses som mycket privat inom många kulturer, och det handlar både om obehagliga dofter, möjliga hälsorisker och en vanlig olust inför kroppsvätskor. Mycket av det som är kulturellt tabubelagt kan locka olika individers sexuella intresse, och parafilier och kinks handlar om att utforska det annorlunda på ett lustfyllt sätt. Ett sexuellt intresse för avföring benämns koprofili, där ett intresse för att förtära avföring kallas koprofagi. Till skillnad mot avföring innehåller urin en mindre mängder bakterier (bakteriefritt är det inte, trots tidigare allmänna uppfattningar) Risken för smittospridning av sjukdomar är dock liten.
En sexualutbildare och dominatrix i Sydney menar att en orsak till intresset kan vara det rent visuella, och urineringen kan jämföras med en fontänorgasm (som ofta har liknande vätskeinnehåll). Hon menade också att det ofta finns en maktdynamik bakom intresset, där urinerandet kan vara del av ett sexuellt rollspel med dominans och underkastelse. Detta inkluderar att kontrollera den andra personens möjlighet att urinera och endast ge tillåtelse under vissa förhållanden. Urinerande på någon kan förstärka en känsla av ägandeskap, en "makttripp" som också kan synas i ejakulerandet på någon (se cumshot).
Genom det kulturella tabuet kring urin kan det även fungera som del av en sexuell lek kring erotisk förnedring (att bokstavligen "pissa på någon"). En lek med urin kan förstärka närheten till ens partner, eftersom det handlar om att uppleva och acceptera något som kommer från den andras kropp. Det kan också vara del av ett allmänt intresse av kroppsvätskor.

### Praktik och risker
Ett vanligt intresse av urolagni kan genomföras vid det som på engelska ibland benämns som golden shower – en "gyllene dusch" där en partner urinerar på den andra. Detta kan ske när partnern är mellan ens ben, under en, på golvet, i ett badkar eller andra platser där ett samlag eller sexuell lek kan äga rum. För att undvika kvardröjande dofter eller vätskeskador på möbler eller kläder bör man förbereda scenen med lämplig skyddsutrustning samt – som i annan sexuell samvaro – inhämta samtycke om särskilt ovanliga praktiker. Vätskeavstötande lakan eller presenningar är vanligt förekommande i sådana här sammanhang.
Att urinera i någons kroppsöppningar förekommer men har sina risker. Att urinera vid anal penetration är fysiskt svårt, och urinerande i en vagina rekommederas inte på grund av risken att förändra det känsliga pH-värdet där.

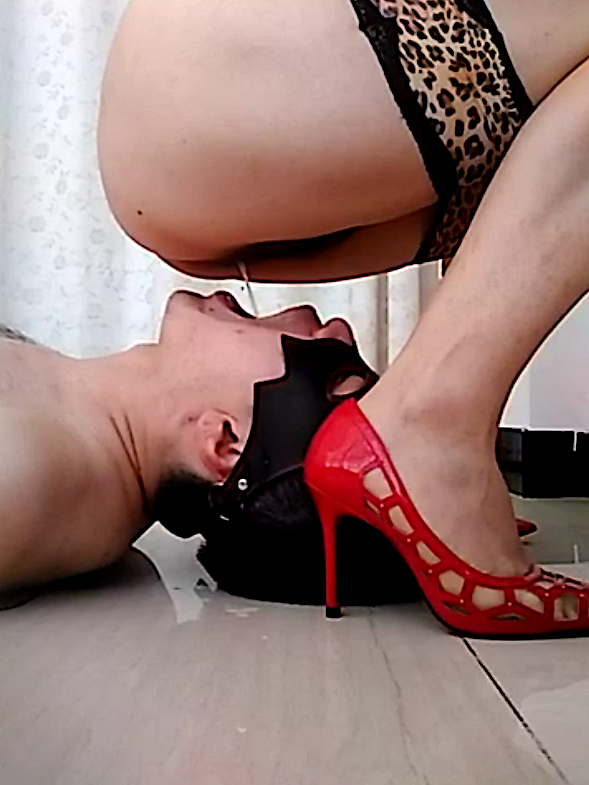
Kvinna urinerande i munnen på en man.

Vissa har ett intresse för att uppleva smaken av urin i munnen, ibland även svälja den. Smaken, doften och färgen på urinen påverkas av det man dricker och äter, och en stor mängd vatten innan sessionen gör att urinen blir mer likt vatten i både utseende och lukt. Konsumtion av kaffe, sparris, grönkål, antibiotika och kronärtskocka avråds särskilt inför en session med urolagni, och de två sistnämnda kan ge tydligt frätande resultat. Konsumtion av rödbeta kan göra att en "normal" urin förväxlas med blodhaltig dito. Men även med en mycket "utspädd" urin kan magen bli orolig på grund av den ovanliga drycken, ofta med åtföljande kräkning. Återkommande drickande av urin kan även påverka njurfunktionen negativt.
Vissa blir sexuellt upphetsade av att "kissa på sig", det vill säga urinera i kläderna, medan man är påklädd, alternativt att urinera under ett penetrativt samlag. Enstaka eller gles utsatthet för urin är inte skadlig för huden, men erfarenheten från svårare inkontinens och utslag hos blöjbarn visar att urin i stora doser och under längre tid kan fräta på huden.

## Utbredning
Liten kunskap finns om spridningen av urolagni i den allmänna befolkningen. En australisk undersökning gjorde gällande att 4 procent av män uppskattade urolagni. En brittisk undersökning kom fram till liknande resultat bland kvinnor, där cirka 3,5 procent av dem fantiserade om att urinera på eller bli urinerad på av en sexuell partner.
I den stora studie som resulterade i boken Tell Me What You Want (2020) fann Kinsey-institutets Justin Lehmiller att 8 procent av heterosexuella kvinnor fantiserat om urolagni, 2 procent av dem ofta. Bland heterosexuella män var andelen 19 procent och 3 procent ofta. 20 procent av lesbiska och bisexuella kvinnor och 40 procent av bögar hade haft fantasier om lek med urin men endast 3 respektive 8,5 ofta. Lehmiller drar slutsatsen att intresset är märkbart högre bland män än bland kvinnor.
En bedömning bland BDSM-intresserade var att cirka en femtedel hade intresse för urolagni.
Få vetenskapliga studier har gjorts angående uppkomsten ett intresse för urolagni hos en person. En mindre studie i Bangladesh publicerad 2020 försökte koppla samman den med en tvångsmässig störning hos individen.

## Historik och i kulturen

### Etymologi
Engelskans golden showers finns beskriven i skrift sedan åtminstone 1940-talet. Definitionen "en delad akt av urinfetischism; en persons urinerande på en annan för sexuell tillfredsställelse" finns med i The New Patridge Dictionay of Slang and Unconventional English, och användandet daterar sig till 1943. Även Cassell's Dictionay of Slang noterar förekomster av golden shower (och systertermen golden rain) från 1940-talet. Det allmänna Merriam-Webster's Dictionary lade dock till termen och dess definition – "att urinera på någon annan, vanligen som del av en sexualakt" – förrän 1968. Fyra år senare omnämnde Xaviera Hollander, tidigare call girl, handlingen som the golden shower i sin bästsäljande memoarbok The Happy Hooker.

### Äldre historia

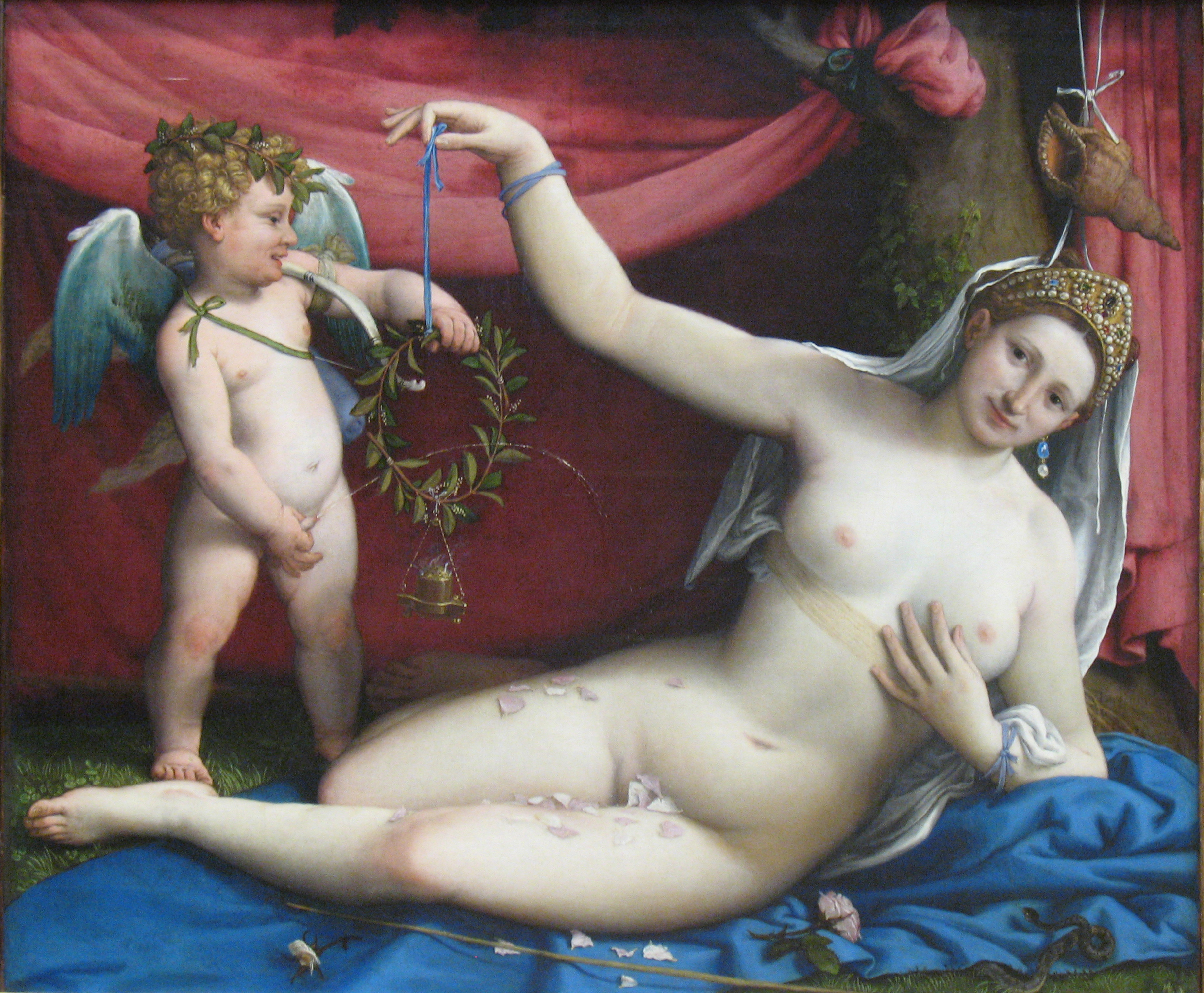
Målningen Venus och Cupido av Lorenzo Lotto, från 1530.

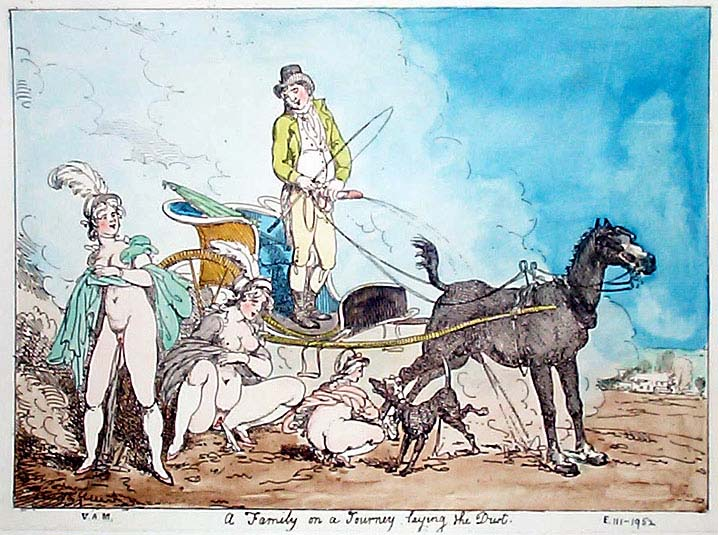
Teckningen A Family on a Journey Laying the Dust, med en urinerande familj, av 1700-talstecknaren Thomas Rowlandson.

Lekfulla scener med urinerande har förekommit länge i konsten. Målningen Venus och Cupido (1530) av italienaren Lorenzo Lotto är en mytologisk scen där Venus blir urinerad på av hennes son Amor. Scenen innehåller dock även andra symboliska ingredienser som visar att den egentligen bör ses som ett firande av fruktsamhet och äktenskap. Den brittiska 1700-talstecknare Thomas Rowlandson var inte främmande för att teckna odygdiga scener. Teckningen A Family on a Journey Laying the Dust visar en scen från en familjeutflykt där alla – inklusive häst och hund – gladeligen urinerar. Scenen finns även i ett annat utförande.

### I populärkulturen
Under 1970-talet – en era när pornografi legaliserades i många länder – syntes allt fler exempel på urolagni inom populärkulturen. 1979 senare spreds termen ytterligare, genom den välkända rockmusikern Frank Zappas låt "Bobby Brown (Goes Down)", och senare har praktiken bland annat omnämnts i rockgruppen Garbages låt "When I Grow Up" och sången "Bust a Nut" av Luke and the Notorious B.I.G. (1993).
2000 spreds urolagni-fenomenet till den stora publiken när den figurerade i TV-serien Sex and the City. Det fungerade som en delintrig i avsnittet "Politically Erect", där rollfiguren Carrie istället erbjöd sig att hälla varmt te på sin sexualpartner.
Musikgruppen Brass Against blev omskriven när de vid en av sina konserter 2021 släppte upp en ur publiken på scenen och sångerskan Sophia Urista genomförde en "gyllene dusch" på denne. Gruppen har sedan bildandet 2017 tagit stark ställning emot USA:s tidigare president Donald Trump, som i början av samma år blev indragen i en rysk utpressningskampanj. Brasiliens president Jair Bolsonaro uppmärksammades 2019 i samband med en mediediskussion där urolagni nämndes både som övergrepp och kulturellt motstånd.
2023 ingick urolagni i handlingen i ett avsnitt av den populära TV-serien You. Året efter fanns golden shower med som en intrigdel i det andra avsnittet av säsong 3 av HBO-serien Industry.
Musikern Ricky Martin uttalat sig om att han gillar urolagni. Detta blev senare problematiskt när han senare utnämndes till goodwill-ambassadör för Unicef.

### I pornografin
1977 noterade Stephen Ziplow i sin Film Maker's Guide to Pornography att en relativt stor del av branschens filmer ägnar sig åt golden showers.
Inom pornografi är det numera relativt vanligt med kvinnliga fontänorgasmer i olika scener. Detta kan delvis ha sin grund i att nationella lagar i många fall förbjuder uppvisande av urolagni på film. En fontänorgasm kan visuellt påminna om ett urinerande – och inom pornografin är det mycket vanligt att det också är frågan om urinerande – men vätskeinnehållet har utanför filmduken vissa skillnader. Eftersom ämnet kvinnlig ejakulation sällan tas upp i sexualundervisningen (inte minst i det ofta konservativa USA), har många svårt att se skillnad mellan de båda praktikerna.
Inom pornografin blev detta tämligen vanligt under 2000-talet. Bland de allra första som regelbundet gjorde scener kring temat redan på 1990-talet var regissören Max Hardcore. Dessa scener släpptes i Europa, men censurerades i hans hemland USA och var en av anledningarna till att han åtalades och dömdes till fängelse 2008. Många av dessa scener finns samlade i filmserien Golden Guzzlers 1 till 8. 
Bolaget Kink.com driver webbsajten Pissing.com, som är helt och hållet avsedd för urinpornografiskt material, med bland andra Satine Phoenix och Olga Cabaeva. En annan pornografisk serie på temat är Piss Mops, där kända porrskådespelare som Ashley Blue, Barbii Bucxxx och Ava Devine medverkat. Betalplattformen Pissvids, del av WGCZ-ägda Pornbox, har sedan tidigt 2010-tal distribuerat urolagnirelaterat material, för det allra mesta regisserat för en manlig heterosexuell publik och enligt den manliga blicken.

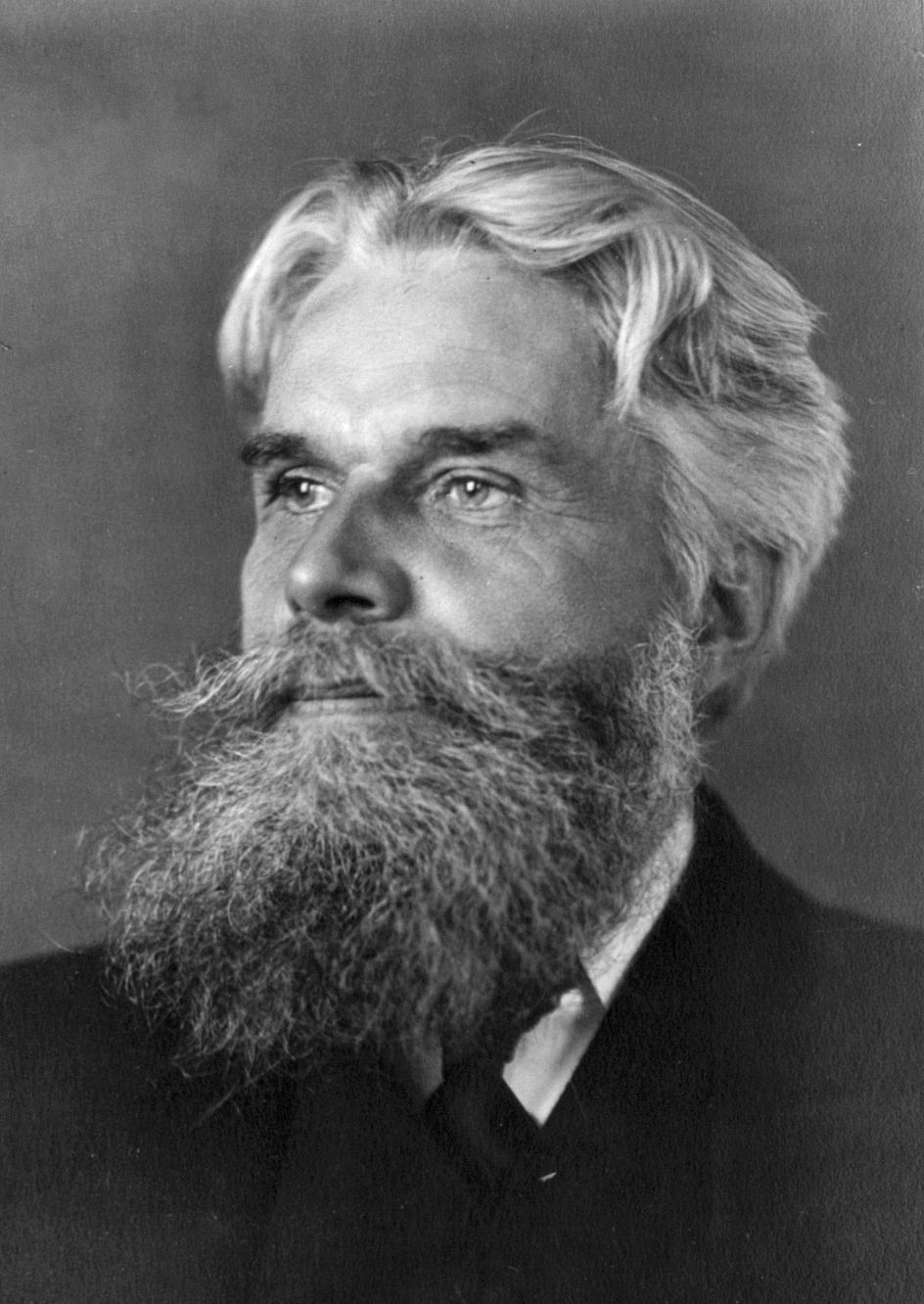
Brittiska sexologen Havelock Ellis.

Urinerande på någon kan i pornografin, liksom i privata BDSM-liknande sammanhang, ofta fungera som en maktsymbol och en förnedrande handling. Särskilt dominerande kan handlingen bli om den riktas mot en skådespelares ansikte eller öppna mun. Inom pornografi är sådan urin oftast klar och smaklös, som ett resultat av ett par liter vatten som druckits strax innan tagningen av scenen. En liknande makthandling är sädesuttömning på partnerns ansikte (cumshot), eftersom den tydligt markerar partnerns passiva roll i situationen.

### Kända utövare
Ett antal kända personer kopplade till urolagni har framträtt eller finns beskrivna i litteraturen. Nedan listas ett urval:
- Chuck Berry, amerikansk musiker som på ett sexband syntes urinera på en kvinna. Han stämdes för att filmat dussintals kvinnor på toaletten till en restaurang som han ägde.[26]
- Havelock Ellis, en brittisk sexolog som länge var impotent men hade ett stort intresse för urolagni.[27]
- Ashley MacIsaac, violinist och sångare från Nova Scotia. 1996 beskrev han, för en intervjuare från nyhetstidningen Maclean's, sitt sexliv – inklusive sin pojkvän och sin smak för urolagni. 2003 berättade han i en intervju för Montreal Mirror att han älskade att låta män urinera på honom.[28]
- Ricky Martin, sångare från Puerto Rico. Han berättade i en intervju för tidningen Blender att han uppskattade att ge "gyllene duschar".[29][30]
- Annie Sprinkle, amerikansk porrskådespelare och senare sexualupplysare samt aktivist för kvinnlig sexuell njutning. Hennes artistnamn kommer från hennes stora intresse för olika vätskor.[31]